# Conneaut
Conneaut é uma cidade localizada no estado norte-americano de Ohio, no Condado de Ashtabula.

## Demografia
Segundo o censo norte-americano de 2000, a sua população era de 12.485 habitantes.
Em 2006, foi estimada uma população de 12.561, um aumento de 76 (0.6%).

## Geografia
De acordo com o United States Census Bureau tem uma área de
68,4 km², dos quais 68,3 km² cobertos por terra e 0,1 km² cobertos por água. Conneaut localiza-se a aproximadamente 214 m acima do nível do mar.

## Localidades na vizinhança
O diagrama seguinte representa as localidades num raio de 20 km ao redor de Conneaut.